# Godronia urceolus
Godronia urceolus är en svampart som först beskrevs av Alb. & Schwein., och fick sitt nu gällande namn av Petter Adolf Karsten 1885. Godronia urceolus ingår i släktet Godronia och familjen Helotiaceae.  Arten är reproducerande i Sverige. Inga underarter finns listade i Catalogue of Life.